# Zhanna Yorkina
Zhanna Dmitriyevna Yorkina (Novgorod, Unión Soviética, 6 de mayo de 1939-Moscú, 25 de mayo de 2015) fue una astronauta soviética y una de las primeras mujeres astronautas de los equipos soviéticos.

## Biografía
En diciembre de 1961, la selección de aprendices de cosmonautas femeninas fue autorizada por el gobierno soviético, con la intención específica de garantizar que la primera mujer en el espacio fuera una ciudadana soviética. En febrero de 1962, Yorkina fue seleccionada como miembra de un grupo de cinco astronautas femeninas para ser entrenadas para un vuelo espacial en una nave espacial Vostok. Como muchas otras en el grupo, ella era una paracaidista amateur.
En 1963, se casó con Valeri N. Sergeychik, con quien tuvo dos hijos, Valeri V. y Svetlana V, en violación del gobierno de Korolyov de que las mujeres astronautas deben posponer el tener hijos y dedicarse al programa espacial.
El honor de ser la primera mujer en el espacio finalmente se le dio a Valentina Tereshkova, que fue lanzada a la órbita terrestre en junio de 1963, a bordo del Vostok 6. La sustituta de Tereshkova fue Irina Solovyova, con Valentina Ponomaryova en un papel secundario. Yorkina había sido eliminada de la competencia por la misión ya que había tenido un desempeñó pobre en el simulador.
Yorkina fue considerada una de las menos capaces de las cinco mujeres astronautas, y Kamanin se quejó específicamente de que ella era demasiado aficionada a la comida dulce. Fue incluida en los planes para el  Voskhod 5, una misión de EVA de participación totalmente femenina y solo como miembro secundario del equipo de respaldo.
Tras la cancelación del Programa Voskhod, Yorkina trabajó en el Centro de Entrenamiento de Cosmonautas Gagarin, y fue una de las astronautas  involucradas en el desarrollo del avión espacial espiral. Se retiró del programa espacial el 1 de octubre de 1969 y del servicio militar activo en 1989.
Falleció el 25 de mayo de 2015, y fue enterrada en el cementerio de la aldea de Leonich , en el municipio de Shchelkovsky, una región de Moscú.